# Eustomias ignotus
Eustomias ignotus és una espècie de peix de la família dels estòmids i de l'ordre dels estomiformes.

## Hàbitat
És un peix marí i d'aigües profundes que viu fins als 580 m de fondària.

## Distribució geogràfica
Es troba davant les costes del sud del Brasil.